# Bộ Nhất (一)
Bộ Nhất (一) có nghĩa là "số một" là một trong 6 bộ thủ Khang Hi (tổng cộng 214) có 1 nét.
Trong Khang Hy tự điển, chỉ có 42 chữ trong tổng số 49,030 chữ sử dụng bộ nhất.

永 (永字八法 Vĩnh tự bát pháp)

Âm Hán Việt khác của Nhất là "Nhứt", đôi khi được nói ở miền nam. Bộ Nhất còn được gọi là "nét Hoành" (hoành nghĩa là "ngang"). Chữ hoành 橫 sử dụng bộ nhất, một trong tám nét của chữ 永 (永字八法 Vĩnh tự bát pháp), được coi như nền tảng của thư pháp Trung Quốc.

## Các chữ sử dụng bộ Nhất (一)

Đại triện
Tiểu triện

| Số nét | Chữ                        |
| ------ | -------------------------- |
| 1 nét  | 一                         |
| 2 nét  | 丁 丂 七 丄 丅 丆          |
| 3 nét  | 万 丈 三 上 下 丌 与       |
| 4 nét  | 不 丏 丐 丑 丒 专          |
| 5 nét  | 且 丕 世 丘 丙 业 丛 东 丝 |
| 6 nét  | 丞 丟 丠 両                |
| 7 nét  | 丣 两 严                   |
| 8 nét  | 並 丧                      |